# Theodor Berchem
Theodor Berchem (* 22. Mai 1935 in Pützchen bei Bonn) ist ein deutscher Romanistischer Philologe und war von 1975 bis 2003 Präsident der Julius-Maximilians-Universität Würzburg. Er ist seit 1975 in verschiedenen deutschen wissenschaftspolitischen Führungspositionen; zwischen 1988 und 2007 war er Präsident des Deutschen Akademischen Austauschdienstes (DAAD).

## Leben
Nach der Volksschule und nachgeholtem Abitur studierte er ab 1956 in Genf, Köln und der Pariser Sorbonne die Fächer Romanistik, Anglistik und Slawistik. Während seines Studiums war er Stipendiat der Bischöflichen Studienförderung Cusanuswerk. Berchem wurde 1963 in Paris promoviert. 1966 habilitierte er sich an der Universität Erlangen-Nürnberg für das Fach Romanische Philologie und erhielt 1967 einen Ruf auf den ordentlichen Lehrstuhl für Romanische Philologie an der Universität Würzburg. Von Oktober 1975 bis Dezember 1976 war Theodor Berchem zunächst Rektor der Universität Würzburg, dann ihr gewählter und vier Mal durch Wiederwahl bestätigter Präsident. Seine letzte Amtszeit endete mit seiner Emeritierung im Jahr 2003.

## Engagements
Theodor Berchem war von 1978 bis 1982 Vorsitzender der Bayerischen Rektorenkonferenz, 1979 bis 1983 Vizepräsident und 1983 bis 1987 Präsident der Westdeutschen Rektorenkonferenz. 1987 bis 1989 war er Präsident der Katholischen Akademikerarbeit Deutschlands (KAD), von 1988 bis Ende 2007 war Berchem Präsident des Deutschen Akademischen Austauschdienstes DAAD und von 2005 bis Ende 2007 auch Chairman of the Board of Governors (Aufsichtsrat) der Jacobs University Bremen. Seit 2008 ist Theodor Berchem Mitglied des Stiftungsrates der Europa-Universität Viadrina Frankfurt (Oder).

## Wirken
Von 1975 an war er bis zu seiner Emeritierung – also 28 Jahre lang – zugleich Rektor bzw. Präsident der Bayerischen Julius-Maximilians-Universität Würzburg. In seine Amtszeit fallen große Baumaßnahmen der Universität Würzburg ebenso wie die Entwicklung zu einer forschungsintensiven Hochschule mit ständig wachsenden Einwerbungen an Drittmitteln, acht Sonderforschungsbereichen und neun Graduiertenkollegs, der Beteiligung an bayerischen Forschungsverbünden und Forschungsprogrammen der Bundesregierung. Unter seiner Regie wurde im Jahre 2000 mit der Gründung des Studiengangs Nanostrukturtechnik der Einstieg der Universität in die Ausbildung von Ingenieuren eingerichtet.
Vom September 1978 bis August 1982 war Theodor Berchem Vorsitzender der Bayerischen Rektorenkonferenz, vom August 1979 bis Juli 1983 Vizepräsident der Westdeutschen Rektorenkonferenz. Vom August 1983 bis Juli 1987 übernahm er das Amt des Präsidenten der Westdeutschen Rektorenkonferenz, hat in dieser Funktion an zahlreichen internationalen Konferenzen und Begegnungen teilgenommen und dabei das Geflecht der internationalen Hochschulbeziehungen und -organisationen kennengelernt. Von 1988 bis Ende 2007 war Theodor Berchem Präsident des Deutschen Akademischen Austauschdienstes DAAD. Auch hier setzt er auf internationales Engagement in der Hochschullandschaft. Er hat sich beim Zusammenbruch der DDR besonders darum bemüht, die dortigen Wissenschaftler und Studierenden sofort in den internationalen Austausch mit einzubeziehen.
Ein wesentliches Anliegen von Berchem, neben der Sorge um die wissenschaftliche Reputation der Universitäten, ist nach wie vor das Ziel eines zügigen Studiums und der Studienzeitverkürzung. Ein besonderes Augenmerk legte und legt er auf die Pflege und Entwicklung von universitären Auslandsbeziehungen und Kooperationen.
Zu den wissenschaftlichen Schwerpunkten zählen Dialektologie, Phonetik, Phonologie und Morphosyntax sowie Stilistik. Theodor Berchem erwarb sich im Laufe seines beruflichen Werdeganges Kenntnisse in rund 15 Sprachen. Er spielt Klassische Gitarre.

## Ehrungen und Auszeichnungen
Theodor Berchem wurde für seine Verdienste national und international mit Ehrungen gewürdigt. Berchem ist bislang 13-facher Ehrendoktor, und zwar der Université de Caen Basse-Normandie (Frankreich), Università degli studi di Urbino „Carlo Bo“ (Italien), Umeå universitet (Schweden), Paris-Sorbonne IV (Frankreich), Université de Liège (Belgien), University of Birmingham (Großbritannien), Universitatea Babeș-Bolyai Cluy (Rumänien), Staatliche Universität Kasan (Tatarstan), Universitatea din Bucureşti (Rumänien) und Universität Woronesch (Russland) sowie des Davidson College (USA), der Slowakischen Akademie der Wissenschaften in Bratislava und der Nationaluniversität der Mongolei in Ulan Bator. Als Prof. h. c. ist er in São Luis (Brasilien) und von der Osaka-Sangyo-Universität (Japan) ausgezeichnet worden.
Der DAAD hat 2011 den alle zwei Jahre an herausragende Personen der internationalen wissenschaftlichen Zusammenarbeit verliehenen Theodor-Berchem-Preis für internationales und interkulturelles Engagement nach seinem langjährigen Präsidenten benannt.
Weitere akademische Auszeichnungen hat er u. a. von der Académie française, vom Collège de France und von der Slezská univerzita v Opavě erhalten. Berchem ist Ehrensenator der Hochschule für Musik Würzburg, der Fachhochschule Würzburg-Schweinfurt und der Universität Würzburg; er ist Ehrenmitglied des Deutschen Hochschulverbands (DHV) und Träger des Ehrenpreises für hervorragende Verdienste um die Förderung des wissenschaftlichen Nachwuchses des Akademischen Mittelbaus Bayern. 2005 wurde er mit der Auszeichnung Pro meritis scientiae et litterarum in Bayern ausgezeichnet. 2005 wurde er Nachfolger von Horst Sund im Hochschulrat der Universität Augsburg.
Zu Berchems über den engeren wissenschaftlich-akademischen Bereich hinausgehenden Auszeichnungen zählen u. a. das Große Verdienstkreuz des Verdienstordens der Bundesrepublik Deutschland mit Stern, der Bayerische Verdienstorden, der Gregoriusorden, die Bayerische Verfassungsmedaille in Silber und die Europamedaille des Bayerischen Staatsministeriums für Bundes- und Europaangelegenheiten. Weitere Orden und Auszeichnungen aus dem Ausland sind der Comendador de número de la Orden de Isabel la Católica (Spanien), der Officier de la Légion d’Honneur (Frankreich) und The State of Maryland Certificate of Honorary Citizenship (USA) – kommen hinzu.
Theodor Berchem ist seit 1976 Ehrenmitglied der katholischen Studentenverbindung KDStV Gothia-Würzburg im CV.
2012 hielt er die Rede beim Neujahrsempfang der Stadt Würzburg.

## Schriften (Auswahl)
- Universität zwischen Tradition und Fortschritt. Knoth, Melle 1990, ISBN 3-88368-193-8.
- mit Hans Maier: Im rationalen Geist der Wissenschaft … Festschrift für Nikolaus Lobkowicz. Pustet, Regensburg 1992, ISBN 3-7917-1324-8.
- mit Jan Assmann, Norbert Bolz: Glanzlichter der Wissenschaft. Ein Almanach. Lucius & Lucius, Stuttgart 1998, ISBN 3-8282-0096-6.
- mit Christian Patermann, Helmut Konrad: Unterwegs zu einer europäischen Universität. Die Herausforderung für die Hochschulverwaltung. Hrsg. Klaus Anderbrügge. Bauhaus-Universität, Weimar 2001, ISBN 3-86068-162-1.
- mit Volker Kapp, Kurt Müller: Literaturwissenschaftliches Jahrbuch. Duncker & Humblot, Berlin 2004, ISBN 3-428-11571-6.